# Miguel Ángel Luque
Miguel Ángel Luque Santiago (Sabadell, Spanyolország, 1990. július 23. –) spanyol labdarúgó, posztját tekintve középpályás.

## Pályafutása
Luque pályafutását az Espanyol akadémiáján kezdte meg. 2008-ban tagja volt spanyol U19-es válogatott keretének. 2012 és 2014 között a Puskás Akadémia játékosa volt. 2017 óta az andorrai UE Sant Julià labdarúgója.